# ماثيو روبنسون (مخرج)
ماثيو روبنسون (بالإنجليزية: Matthew Robinson)‏ هو كاتب سيناريو ومخرج أمريكي، ولد في 26 مايو 1978 في لوس أنجلوس في الولايات المتحدة.

## وصلات خارجية
- ماثيو روبنسون على موقع IMDb (الإنجليزية)
- ماثيو روبنسون على موقع ألو سيني (الفرنسية)
- ماثيو روبنسون على موقع ألو سيني (الفرنسية)
- ماثيو روبنسون على موقع أول موفي (الإنجليزية)
- ماثيو روبنسون على موقع أول موفي (الإنجليزية)
- ماثيو روبنسون على موقع قاعدة بيانات الأفلام السويدية (السويدية)
- ماثيو روبنسون على موقع قاعدة بيانات الفيلم (الإنجليزية)
- ماثيو روبنسون على موقع كينوبويسك (الروسية)